# 宫河家的空腹
《宮河家的空腹》（日语：宮河家の空腹）為美水鏡以四格漫畫形式創作的日本漫畫作品，目前於Comptiq上連載。動畫於2013年4月在Ustream上播放。

## 概要
以美水鏡的漫畫作品幸運☆星為原作改編的遊戲幸運☆星 萌Drill，其登場人物宮河日向、宮河日影姐妹的延伸作品。描述宮河姊妹貧困但快樂的生活，以及在學校與師生互動發生的趣事。

## 登場人物
- 聲優的表示方式為：遊戲／電視動畫《幸运☆星》／电视动画《宫河家的空腹》。

宮河日影（聲：田村由香里/鹿野優以/川崎琴）
日向的妹妹，小學4年級。因其姐日向的緣故生活十分拮据，因而有想早點去工作的念頭。有點早熟，用普通女性的語調說話。
宮河日向（聲：能登麻美子/高口幸子/岛形麻衣奈）
日影的姐姐。21歳，不常上學。重度御宅族，雖有許多分打工，但因購買同人誌而使得生活貧困。說話帶有「…喲〜」的口癖。
内海雪菜（聲：曾和圓香）
日影班上的優等生，性格溫和。與大助是青梅竹馬。日影以「Yukki」稱呼她。養著數隻狗。
小池繪梨華（聲：岩崎可苗）
日影的同班同學。在班上有著高人氣，常與強勢的男生吵架。對戀愛煩惱，常會注視著禮物包裝。有位哥哥。
水島大助（聲：小田果林）
日影的同班男同學，鼻上貼著創可貼。常吵鬧不休，讀書和打掃會偷懶。與雪菜是青梅竹馬，會直呼其名。時常嘲笑日影家的經濟問題，但實際上一旦日影真有麻煩時會不顧一切地幫助，有暗戀她的可能。
大澤和彥（聲：松岡禎丞）
日影的班級導師，想搞好学生的关系但可惜搭不了话而十分苦恼。
小泉麻理奈（聲：山田奈都美）
大澤的同事，別的班級導師。與其他年輕教師關係不錯。情人節贈送巧克力給大澤。
泉此方（聲：平野绫）
幸運☆星的客串角色。日影撿到此方的智慧型手機後交給日向，日向也認出前來取回手機的此方是時常見面的顧客而互相認識。
柊鏡（聲：加藤英美里）
幸運☆星的客串角色。陪此方取回智慧型手機。
田村日和
幸運☆星的客串角色。日影在鎮上看到的人。
若瀨和泉
幸運☆星的客串角色。日影在鎮上看到的人。
小神晶（聲：今野宏美）
幸运☆星的客串角色。仅在动画版中登场。
兄泽命斗（聲：关智一）
动画Animate店长的客串角色。仅在动画版中登场。
日影的同级生（聲：立木文彦）

## 書籍情報

### 連載雜誌
- CompH's（雙月刊，2008年Vol.7 - Vol9、連載已結束）
- 月刊Comp Ace（月刊，2009年6月號 - 2013年3月號[2]。轉至Comptiq連載。）
- Comptiq（月刊，2013年3月號開始連載。之前為客座連載。）

### 單行本
| 期數 | 日文版        | 日文版                 |
| 期數 | 發售日        | ISBN                   |
| ---- | ------------- | ---------------------- |
| 1    | 2012年6月26日 | ISBN 978-4-04-120233-3 |

## 動畫

### 網絡放送
於2013年3月1日發表作品預定於2013年春季在Ustream上播放的消息。
4月1日，公布配音名單，以及人物設定圖。
4月15日，先於動畫放送，其廣播節目於同一頻道播出。
4月29日，正式播出。

### 電視放送
2013年8月16日，在官方網站宣佈將在同年9月27日至10月2日於日本各地的電視台進行一次播放十話的重新放送。

### 工作人員[5]
- 企畫：安田猛、竹内宏彰
- 企畫協力：池田東陽
- 原作、作品監修：美水鏡
- 監督：山本寬
- 系列構成：待田堂子
- 角色設計：池屋守
- 音樂：前山田健一
- 音響監督：鶴岡陽太
- 製作人：加藤淳、小林健一
- 作品製作：「幸運☆星」10周年&「Comptiq」30周年project team
- 動畫製作：Ordet、ENCOURAGE FILMS
- 製作：はらぺこ

### 主題歌
- 片頭曲

《KACHIGUMI》（只在电视重播中使用）
作詞、作曲、編曲：前山田健一， 歌唱：泉此方（平野绫）、柊鏡（加藤英美里）
- 片尾曲

《MAKEGUMI》
作詞、作曲、編曲：前山田健一，歌唱：宮河日向（岛形麻衣奈）、宮河日影（川崎琴）
为了体现宫河家的贫穷，网络连载版时没完全播全TVsize版，并表示是由于经费影响，编曲只能按付款量完成。每集逐渐播齐全TVsize，直到完结才完全播齐。

### 各话列表
| 話数   | 编剧     | 分镜       | 演出     | 作画导演 |
| ------ | -------- | ---------- | -------- | -------- |
| 第1話  | 待田堂子 | 山本寛     | 追崎史敏 | 池屋守   |
| 第2話  | 待田堂子 | 山本寛     | 追崎史敏 | 池屋守   |
| 第3話  | 待田堂子 | 山本寛     | 有冨興二 | 追崎史敏 |
| 第4話  | 待田堂子 | 巌田勝男   | 有冨興二 | 追崎史敏 |
| 第5話  | 待田堂子 | 川口敬一郎 | 有冨興二 | 追崎史敏 |
| 第6話  | 待田堂子 | 川口敬一郎 | 有冨興二 | 追崎史敏 |
| 第7話  | 待田堂子 | 川口敬一郎 | 有冨興二 | 追崎史敏 |
| 第8話  | 待田堂子 | 坂本一也   | 有冨興二 | 追崎史敏 |
| 第9話  | 待田堂子 | 坂本一也   | 有冨興二 | 追崎史敏 |
| 第10話 | 待田堂子 | 巖田勝男   | 有冨興二 | 追崎史敏 |

### 放送時間
| 播放地區                       | 播放電視台   | 播放日期               | 播放時間（UTC+9）          | 備註                               |
| 網上先行放送                   | 網上先行放送 | 網上先行放送           | 網上先行放送               | 網上先行放送                       |
| ------------------------------ | ------------ | ---------------------- | -------------------------- | ---------------------------------- |
| 日本全國                       | Ustream      | 2013年4月29日 - 7月1日 | 星期一 21時00分 - 21時05分 | 網絡放送                           |
| 電視地上波（一次十話）重新放送 |              |                        |                            |                                    |
| 東京都                         | TOKYO MX     | 2013年9月27日          | 星期五 25時30分 - 26時00分 |                                    |
| 日本全國                       | BS11         | 2013年9月28日          | 星期六 27時00分 - 27時30分 | ANIME+節目                         |
| 千葉縣                         | 千葉電視台   | 2013年9月29日          | 星期日 24時00分 - 24時30分 |                                    |
| 神奈川縣                       | 神奈川電視台 | 2013年9月29日          | 星期日 24時00分 - 24時30分 |                                    |
| 埼玉縣                         | 埼玉電視台   | 2013年9月29日          | 星期日 24時00分 - 24時30分 |                                    |
| 近畿地方                       | SUN電視台    | 2013年9月29日          | 星期日 24時30分 - 25時00分 |                                    |
| 福岡縣                         | TVQ九州放送  | 2013年9月29日          | 星期日 26時25分 - 26時55分 | 有因特別節目而改動放送時間的可能。 |
| 岐阜縣                         | 岐阜放送     | 2013年10月1日          | 星期二 24時00分 - 24時30分 |                                    |
| 三重縣                         | 三重電視台   | 2013年10月2日          | 星期三 25時20分 - 25時50分 |                                    |

## 外部連結
- 動畫官網（页面存档备份，存于）（日語）
- 宮河家的空腹[] - Ustream（日語）